# بارون ميشيل ليون
بارون ميشيل ليون (بالإيطالية: Michele Leone)‏ هو مصارع محترف إيطالي، ولد في 8 يونيو 1909 في بيتورانو سول جيزيو في إيطاليا، وتوفي في 26 نوفمبر 1988 في مركز رونالد ريغان الطبي في الولايات المتحدة.

## وصلات خارجية
- بارون ميشيل ليون على موقع WrestlingData.com (الإنجليزية)
- بارون ميشيل ليون على موقع CageMatch worker (الإنجليزية)
- بارون ميشيل ليون على موقع قاعدة بيانات المصارعة على الإنترنت (الإنجليزية)
- بارون ميشيل ليون على موقع عالم المصارعة على الإنترنت (الإنجليزية)
- بارون ميشيل ليون على موقع عالم المصارعة على الإنترنت (الإنجليزية)